# Abraxas fractifasciata
Abraxas fractifasciata är en fjärilsart som beskrevs av Rayner 1920. Abraxas fractifasciata ingår i släktet Abraxas och familjen mätare. Inga underarter finns listade i Catalogue of Life.